# O Caçador de Esmeraldas
O Caçador de Esmeraldas é um filme brasileiro de 1979, do gênero drama-histórico-biográfico-aventuresco, dirigido por Osvaldo de Oliveira.
As filmagens tiveram lugar em São Roque (São Paulo).

## Sinopse
Quando Portugal, no século XVII, resolveu estender as fronteiras do Brasil Colônia para sanar a crise da metrópole, o bandeirante Fernão Dias Paes Leme assumiu a tarefa de buscar riquezas para a coroa portuguesa. Com sua bandeira, percorreu os sertões, enfrentou índios hostis, animais selvagens, deserções e traições.

## Elenco
Em ordem de apresentação nos letreiros
- Glória Menezes.... Maria
- Roberto Bonfim.... José Dias
- Tarcísio Meira.... capitão-mor
- Arduíno Colassanti.... Borba Gato
- Dionísio Azevedo.... padre João Leite
- Herson Capri.... Garcia Paes
- Maurício do Valle.... Matias Cardoso
- Esmeralda Barros.... Indaiá
- Julciléa Telles.... Iaci
- Ivete Bonfá.... Maria Leite
- Patrícia Scalvi.... Ana Garcia Pais
- Sérgio Hingst.... Figueira
- Ruy Leal .... Pires Ribeiro
- John Herbert
- Pedro Cassador .... ferreiro
- Líbero Ripoli .... Frederico
- Felipe Levy.... comprador de prata
- Nydia de Paula.... índia prisioneira
- Elisa Gomes .... filha de Fernão
- Carmem Ortega .... moça da Tasca
- Célia de Lima .... moça do arraial
- Maria Braga .... moça da bandeira
- Vanja Orico.... dançarina
- Antônio Carneira .... Zaque
- Lino Sérgio .... escrivão
- Antônio de Souza .... Imberê
- Irineu Pugliese .... dono da Tasca
- Fábio Vilalonga .... Francisco Ribeiro
- Osmar di Pieri .... vendedor do mapa
- Carlos Valente .... frade
- Laurentino Teixeira .... velho ervatário
- Rogaciano de Freitas .... padre da bandeira
- Djalma Castro .... subchefe de Matias
- José Santos .... homem da flecha
- Geraldo Silva .... homem do precipício

Apresentando
- Jofre Soares.... Fernão Dias Paes Leme

Elenco de apoio
- Adriano Silva .... companheiro de José Dias
- Wilson Sampsom .... companheiro de José Dias
- Rubens Ramos .... companheiro de José Dias
- Paulo Mander .... companheiro de José Dias
- Francisco Andrade .... companheiro de José Dias
- Hernâni Donato.... vereador
- Campello Neto .... vereador
- Julian Romeo .... vereador
- Lando Grandi .... bandeirante
- Castor Guerra .... bandeirante